# Konkurrens till döds
Konkurrens till döds är en roman från 1994 av den franske författaren Michel Houellebecq. Den franska ursprungstiteln är Extension du domaine de la lutte, som betyder "utvidgning av kampens domän". Handlingen följer en misantropisk och frustrerad programmerare som gör en föredragsturné med en kollega. Boken tar upp teman som rör den sexuella revolutionen och dess förhållande till kapitalismen.
Boken var Houellebecqs romandebut och gjorde författaren till ett fenomen i Frankrike. Den gavs ut på svenska 2002 i översättning av Kennet Klemets, samt en uppdaterad översättning 2021. År 1999 kom en film som bygger på boken.

## Handling
En välavlönad men fysiskt oattraktiv och deprimerad fransk programmerare beskriver sin vardag med avsmak och spefullhet. Han teoretiserar om den moderna västvärlden och hur dess sociala liv har antagit formen av en politiskt liberal modell. Han hånar den samtida radikalvänstern för att späda på detta trots att den tror sig arbeta för motsatsen.
Mannen ger sig ut på en resa för att hålla ett antal föredrag tillsammans med en kollega, en 28-årig desperat oskuld vid namn Raphael. Raphael ser upp till huvudpersonen för att denne överhuvudtaget har haft ett förhållande med en kvinna och lyssnar på hans utläggningar om sexualitet och den moderna världen.

## Tematik
Bokens ursprungstitel, med betydelsen "utvidgning av kampens domän", är en drift med 68-vänsterns slogans om att den revolutionära kampen även måste flyttas in i privatlivet, familjen och sexualiteten. Houellebecq var influerad av personer som den marxistiske ideologen Michel Clouscard, som tar avstånd från Sigmund Freuds inflytande på vänstern och menar att den sexuella revolutionen, snarare än någon form av socialistisk revolution, har resulterat i en brutal form av marknadsekonomi på det sexuella planet.

## Bearbetningar
Boken är förlaga till en film som också heter Extension du domaine de la lutte. Den regisserades av Philippe Harel och har Harel själv tillsammans med José Garcia i huvudrollerna. Filmen hade premiär 1999 och hade 55 967 besökare i Frankrike. År 2002 spelade Det Kongelige Teater i Köpenhamn en dramatisering av romanen med titeln Udvidelse af kampzonen. Jens Albinus stod för manus och regi.